# Lawrence Tomlinson
Lawrence Tomlinson (ur. 16 grudnia 1972 roku w Oban) – brytyjski biznesmen i kierowca wyścigowy, właściciel majątku w wysokości 550 milionów funtów.

## LNT Group
Tomlinson jest właścicielem grupy LNT, która zatrudnia w Wielkiej Brytanii ponad 2000 pracowników w pięciu działach:
- LNT Construction: Projektuje i kontroluje budowę domów opieki, tak aby spełniały normy ekologiczne po 2020 roku.
- Ideal Care Homes: Prowadzi wysokiej jakości domy opieki.
- LNT Software: Rozwija systemy zarządzania domami opieki
- LNT Solutions: Zajmuje się odladzaniem skrzydeł samolotów, torów kolejowych oraz pasów startowych na lotniskach.
- Ginetta Cars: Produkuje samochody wyścigowe.

Grupa LNT prowadzi również zespół wyścigowy Team LNT, startujący w latach 2006-2009 w 24-godzinnym wyścigu Le Mans. Zespół korzysta z samochodów skonstruowanych przez Ginetta.

## Kariera wyścigowa
Tomlinson rozpoczął karierę w międzynarodowych wyścigach samochodowych w 2004 roku od startów w klasie NGT British GT Championship, gdzie dwukrotnie stawał na podium. Z dorobkiem 31 punktów uplasował się tam na siedemnastej pozycji w końcowej klasyfikacji kierowców. W tym samym roku w 24-godzinnym wyścigu Le Mans w klasie GT był dziewiąty. W późniejszych latach Brytyjczyk pojawiał się także w stawce Le Mans Endurance Series, FIA GT Championship, American Le Mans Series, Le Mans Series, GT4 European Cup, Britcar Silverstone 24hr, International GT Open oraz Dunlop 24H Dubai.

## Wyniki w 24h Le Mans
| Rok  | Zespół                         | Partnerzy                     | Samochód              | Klasa | Okr. | Poz. | Klasa Pos. |
| ---- | ------------------------------ | ----------------------------- | --------------------- | ----- | ---- | ---- | ---------- |
| 2004 | Chamberlain-Synergy Motorsport | Nigel Greensall Gareth Evans  | TVR Tuscan T400R      | GT    | 291  | 22   | 9          |
| 2006 | Team LNT                       | Tom Kimber-Smith Richard Dean | Panoz Esperante GT-LM | GT2   | 321  | 15   | 1          |
| 2007 | Team LNT                       | Richard Dean Rob Bell         | Panoz Esperante GT-LM | GT2   | 308  | 23   | 5          |
| 2009 | Team LNT                       | Richard Dean Nigel Moore      | Ginetta-Zytek GZ09S   | LMP1  | 178  | NU   | NU         |